# 제7회 제천국제음악영화제
제7회 제천국제음악영화제는 2011년 8월 11일에 열린 시상식이다.

## 수상 및 후보

### 대상
- 치코와 리타 - 하비에르 마리스칼 외 1명 수상

### 심사위원 특별상
- 아이티, 음악의 전사들 - 휘트니 다우 수상

### 심사위원 특별언급
- 스웰 시즌 - 닉 어그스트 페르나 외 2명 수상

### 세계 음악영화의 흐름
- 치코와 리타 - 페르난도 트루에바 외 2명
- 제5현 - 셀마 바가슈
- Now, 머리에 꽃을 - 현영애
- 아이티, 음악의 전사들 - 휘트니 다우
- 스웰 시즌 - 닉 어그스트 페르나 외 2명
- 스윙 미 어게인 - 시오야 토시
- 피크청춘 - 천 타푸
- 포 원스 인 마이 라이프 - 마크 무르만 외 1명

### 주제와 변주
- 영화음악의 황금시대 - 티에리 주스
- 영화음악의 거장들 - 크리스토퍼 코메다 - 클라우디아 부텐호프 더피
- 영화음악의 거장들 - 가브리엘 야레 - 파스칼 퀴노
- 영화음악의 거장들 - 모리스 자르 - 파스칼 퀴노
- 영화음악의 거장들 - 조르쥬 들르뤼 - 파스칼 퀴노

### 시네마 콘서트
- 태어나기는 했지만 - 오즈 야스지로
- 지나가는 마음 - 오즈 야스지로

### 제천 영화 음악상 특별전
- 도시로 간 처녀 - 김수용
- 겨울로 가는 마차 - 정소영

### 시네 심포니: 장편
- 수잔나의 일곱 번의 결혼 - 비샬 바드와즈
- 중년 록커 이야기 - 안드레스 마이미크 외 1명
- 내 사랑, 세르쥬 갱스부르 - 조안 스파
- 골목길 고양이 - 임효겸
- 구스타프 말러의 황혼 - 퍼시 애들론 외 1명
- 플래시 댄스처럼 - 마틴 사스뜨레
- 오프 비트 - 얀 가스만
- 락 어스 대디! - 호시다 요시코
- 천상의 소리, 발 간다르바 - 라비 자디하브
- 뉴욕의 남쪽 - 엘레나 보넬리
- 세상에서 가장 좋은 것들 - 라이스 보단즈키

### 시네 심포니: 단편
- 거리의 왈츠 - 타라스 트카첸코
- 알람 - 필립 그레고와르
- 피아노 - 벤자민 데 로스 산토스
- 믹스테이프 - 루크 스넬린
- 디스코 - 루크 스넬린
- 신스 프럼 더 서버브 - 스파이크 존즈
- 사운드 오브 쏘울 - 세르지 에스파다 외 1명
- 엄마와 아들 - 가브리엘레 스코티
- 바르바라 - 에르윈 리
- 더 싱어 - 조쉬 호프
- 소녀와 피아노 - 레본 미나시안
- 굿바이 럭키맨 - 빈센트 칼리파
- 나, 헬무트 - 니콜라스 슈타이너
- 갓 오브 러브 - 루크 마데니

### 뮤직 인 사이트: 장편
- 삶의 방식: 플라멩코 - 마르코 드 아귈라
- 마에스트로 - 카를로스 클라이버 - 에릭 슐츠
- 욘시 - 고 콰이어트 - 딘 데블로이스
- 시규어 로스 - 비뜨 스필룸 엔다뢰이스트 - 니콜라스 아브라함스
- 스트라디바리우스 ‘메시아’를 찾아서 - 팀 미아라
- 유시 뵤를링의 왕국 - 요한 폰 시도프
- 쏘울 트레인 !! - 제이 케빈 스와인 외 1명
- 장고 라인하르트의 후예들 - 올리비에르 코왈스키
- 메르세데스 소사: 칸토라 - 로드리고 비라
- 미셸 페트루치아니, 끝나지 않은 연주 - 마이클 래드포드
- 리오 소나타 - 조르쥬 가쇼
- 사운즈 앤 사일런스: ECM 이야기 - 피터 가이어 외 1명
- 위드 아웃 유, 해리 닐슨 - 존 쉐인펠드
- 위드 원 보이스 - 자비에 드 로잔느

### 뮤직 인 사이트: 단편
- 자유를 찾는 오케스트라: 밴드아트 - 이반 발데스
- 휘파람의 달인 - 다비드 마시안
- 그렉 게링의 전설 - 에밀리 브렌엄
- 맨 앤 머쉰 - 제스 뢰슬러 외 1명
- 기타의 탄생 - 숀 린든

### 한국 음악영화의 오늘: 장편
- 재즈맨 - 장동찬
- 써니 - 강형철
- 바다 위의 피아노 - 송동윤
- 이어도 - 오멸
- 플레이 - 남다정
- 뉴타운컬쳐파티 - 정용택
- 라이브플래닛 시즌2 - 권철 외 1명
- 왕자가 된 소녀들 - 김혜정
- 환타스틱 모던가야그머 - 최승호
- 꿈꾸지 않으면 - 조정래

### 한국 음악영화의 오늘: 단편
- 138 Beat의 리듬 - 윤서현
- 추억이라 부르는 이름의 노래 - 최진성
- 울어라 열풍아 - 이동조
- 별들의 고향 - 정윤석
- 행복은 줄을 타고 - 윤순미
- 듀오 - 유대얼
- 데이트 - 임왕태
- 듣고 있니 - 박선주
- 당신을 듣다 - 박주영
- 코피루왁 - 한지원
- 머리털 - 조익환 외 1명
- 귓가에 맴도는 하루 - 김상혁
- 즐거웠던 시간만을 기억해줄래 - 유인영
- 느리게 - 고경덕
- 고삐리 - 윤성권
- 무대는 나의 것 - 조원희
- 블루스 맨 - 김지열

### 패밀리 페스트: 장편
- 미운 오리 새끼 - 가리 발딘
- 마이티 우쿨렐레 - 토니 콜먼

### 패밀리 페스트: 단편
- 어느 바이올린의 일생 - 프레데릭 샹퇴
- 엘 살롱 멕시코 - 폴 글리크먼
- 비트박스 고양이 - 마트야스 랑징어
- 라흐마니노프 풍으로 - 르네 랑쥬
- 뮤직 박스 - 로버트 카루소 외 1명
- 생일 축하 노래 - 대니얼 크라우 야콥센
- 오페라에서 - 후안 파블로 자라멜라
- 핀치씨의 탈출 - 미카엘 에크블라드
- 라르게토 - 야로슬라브 니클